# Lijst van gemeentelijke monumenten in Landsmeer
De gemeente en plaats Landsmeer heeft 8 gemeentelijke monumenten, hieronder een overzicht. 
| Object                                 | Bouwjaar | Architect | Locatie           | Coördinaten                   | Nr.        | Afbeelding        |
| -------------------------------------- | --- | --------- | ----------------- | ----------------------------- | ---------- | ----------------- |
| Stolpboerderij                         | ca 1850 |           | Den Ilp 193       | 52° 28' 6" NB, 4° 54' 52" OL  | 0415/WN001 | Meer afbeeldingen |
| Dubbel woonhuis                        | 1901, herbouwd in 2006 |           | Noordeinde 91-93  | 52° 26' 16" NB, 4° 54' 54" OL | 0415/WN002 | Dubbel woonhuis   |
| Stolpboerderij                         | |           | Purmerland 81     | 52° 28' 40" NB, 4° 55' 21" OL | 0415/WN003 | Stolpboerderij    |
| Vijzelberg                             | |           | Purmerland 89a    | 52° 28' 35" NB, 4° 55' 17" OL | 0415/WN004 | Vijzelberg        |
| Stolpboerderij                         | Vroeg 19de eeuw; buitenschil tussen 1925-1950 vervangen; herbouw 2009                                                        |           | Purmerland 107    | 52° 28' 17" NB, 4° 55' 0" OL  | 0415/WN005 | Stolpboerderij    |
| Woonhuis                               | 1905 |           | Van Beekstraat 36 | 52° 25' 46" NB, 4° 55' 0" OL  | 0415/WN006 | Meer afbeeldingen |
| Stolpboerderij met voormalige kaakberg | 1887; kaakberg wegens ernstig verval gesloopt in 2013; reconstructie boerderij gestart in 2016, kaakberg medio 2023 gesloopt |           | Zuideinde 26-26a  | 52° 25' 40" NB, 4° 54' 45" OL | 0415/WN008 | Meer afbeeldingen |
| Woonhuis                               | 1910 |           | Zuideinde 64      | 52° 25' 31" NB, 4° 54' 37" OL | 0415/WN009 | Woonhuis          |